# Pirarrãs
Os pirarrãs (também chamados de piraãs, pirahãs ou mura-pirahãs) são um povo indígena brasileiro de caçadores-coletores, que se destacam de outras etnias pela diferença linguística e cultural. Hiaitsiihi é a auto-denominação do grupo, significando um dos seres ibiisi ("corpos") que habitam uma das muitas camadas que compõem o cosmos. Eles habitam um trecho das terras cortadas pelo Rio Marmelos e quase toda a extensão do Rio Maici, no município de Humaitá, estado brasileiro do Amazonas. Os pirarrãs concebem o tempo como uma alternância entre duas estações bem marcadas, definidas pela quantidade de água que cada uma possui: piaiisi (época da seca) e piaisai (época da chuva). Segundo a Funai, em 2010, a população pirarrã era de aproximadamente 420 pessoas.
Apaitsiiso ("aquilo que sai da cabeça") é como os pirahãs se referem à sua língua, o pirarrã, classificada como pertencente à família Mura.
Uma característica curiosa dessa etnia é o fato de seus membros não acreditarem em nada que eles não possam ver, sentir ou que não possa ser provado ou presenciado. Por esse motivo os Pirahã não acreditam em espírito supremo ou divindade criadora, apenas em espíritos menores que às vezes tomam a forma de coisas no ambiente (devido a experiência pessoal de cada indivíduo), e que a terra e o céu sempre existiram, ninguém os criou. Esforços já foram feitos para convertê-los ao cristianismo, talvez o mais relevante seja o do missionário Daniel Everett que nos anos 70 tentou evangelizá-los. Sem sucesso, escreveu um livro em que descreve sua cultura. Segundo ele, os indígenas perderam o interesse em Jesus quando descobriram que Everett nunca o viu de fato. Seu constante contacto com este tipo de pensamento acabou transformando Everett em ateu.
Suas palavras para parentescos são bem limitadas: baíxi para pai, mãe, avô, avó, pessoas de idade; xahaigí para irmão, irmã; hoagí ou hoísai para filho; kai para filha; piihí para enteado, filho(a) preferido(a), filho com pelo menos um orfandade, outros.
Devido a característica única de sua língua, os Pirahã não conseguem entender conceitos que outras culturas desenvolveram como o cálculo. Sua denominação numérica não vai além do número três: eles usam palavras genéricas e relativas como "poucos" e "muitos" para quantificar as coisas. É possível ensiná-los, mas devido à pouca ou nenhuma utilização desses conceitos em sua cultura eles nunca chegam a desenvolvê-los.
Por outro lado, o pirarrã foi considerado como a língua mais difícil do mundo pelo professor de linguística da Universidade de Oslo (Rolf Theil)[carece de fontes?]. Trata-se de uma língua tonal. Sua entonação é crucial para o entendimento e a comunicação. Por exemplo, as palavras “amigo” e “inimigo” são as mesmas, diferindo apenas na entonação. Por essa razão, a comunicação pode ser falada, cantada e até mesmo assobiada. Na verdade, a língua é baseada em um conjunto de sons baixos transmitidos através de longas distância, permitindo que os nativos se orientem na selva, inclusive durante as chuvas torrenciais da Amazônia.
O idioma não utiliza verbos nos tempos do passado e futuro, que podem ser conjugados de 65 mil maneiras diferentes. Além disso, não possui substantivos no singular ou plural. O contexto da frase é que poderá dar o verdadeiro significado. Com apenas três vogais e oito consoantes, somente o conjunto de sons específicos darão o significado de palavras inteiras. Devido à sua complexidade, os especialistas acreditam que levaria cerca de dez anos para uma pessoa com memória média para aprender esta língua.  